# Małgorzata Wojtyra
Małgorzata Wojtyra (Szczecin, 21 de setembre de 1989) és una ciclista polonesa especialista amb la pista. En el seu palmarès destaca una medalla al Campionats del món en Persecució.

## Palmarès
- 2011
  -  Campiona d'Europa sub-23 en Òmnium
- 2015
  -  Campió de Polònia en Òmnium
  -  Campió de Polònia en Scratch

### Resultats a laCopa del Món en pista
- 2013-2014
  - 1a a Manchester, en Scratch